# Anthony Ruivivar
Anthony Ruivivar est un acteur américain, né le 4 novembre 1970 à Honolulu (Hawaï). Son rôle le plus connu est celui de l'ambulancier Carlos Nieto dans la série New York 911.

## Biographie
Anthony Ruivivar a des origines philippines, chinoise et espagnoles du côté de son père ainsi que allemandes et écossaises du côté de sa mère.
Il a épousé Yvonne Jung (qui fait partie du casting récurrent de New York 911 dans le rôle de Holly, la collègue puis femme de Carlos) en janvier 1998, et ils ont 2 enfants (Kainoa Ruivivar, née en 2002 et Levi Ruivivar, née en mai 2006)

## Filmographie partielle

### Cinéma
| Année | Titre français                        | Titre original                       | réalisateur         | rôle                          |
| ----- | ------------------------------------- | ------------------------------------ | ------------------- | ----------------------------- |
| 1993  | Les Nouvelles Aventures de Croc-Blanc | White Fang 2: Myth of the White Wolf | Ken Olin            | Peter                         |
| 1996  | La Compétition                        | Race the Sun                         | Charles T. Kanganis | Eduardo Braz                  |
| 1997  | Starship Troopers                     | Starship Troopers                    | Paul Verhoeven      | Shujimi                       |
| 2008  | Tonnerre sous les Tropiques           | Tropic Thunder                       | Ben Stiller         | Platoon Sergeant Shot in Head |
| 2009  | Escapade fatale                       | A perfect Getaway                    | David Twohy         | Habitué                       |
| 2011  | Silent Witness                        | Silent Witness                       | Peter Markle        | Michael Ramos                 |
| 2011  | L'Agence                              | The Adjustment Bureau                | George Nolfi        | McCrady                       |

### Télévision
| Année       | Titre français             | rôle                     | note                                 |
| ----------- | -------------------------- | ------------------------ | ------------------------------------ |
| 1999 - 2005 | New York 911               | Carlos Nieto             | rôle principal                       |
| 2005        | NIH : Alertes médicales    | Carlos Nieto             | 1 épisode                            |
| 2007        | Esprits criminels          | Ricardo Vegas            | Épisode 2x19 : Le pyromane           |
| 2007        | Traveler : Ennemis d'État  | Agent Borjes             | 8 épisodes                           |
| 2008        | Chuck                      | Tommy                    | 2 épisodes                           |
| 2009        | Lie to Me                  | FBI Agent Dardis         | 1 episode                            |
| 2010        | The Whole Truth            | Alejo Salazar            |                                      |
| 2012        | Mentalist                  | Victor Phipps            | 1 épisode: "Black Cherry"            |
| 2012        | Southland                  | Officier Hank Lucero     | rôle récurrent                       |
| 2013        | Banshee                    | Alex Longshadow          | rôle principal (20 épisodes)         |
| 2013        | Revolution                 | Général Carver           | rôle récurrent                       |
| 2013 - 2014 | Prenez garde à Batman !    | Batman/Bruce Wayne       | voix                                 |
| 2014        | Beauty and the Beast       | Agent du FBI Henri Knox  | 4 épisodes                           |
| 2014        | Castle                     | Barrett Hawke            | 1 épisode : "Le meurtre est éternel" |
| 2014        | Hawaï 5-0                  | Marco Reyes              | 5 épisodes                           |
| 2015        | NCIS : Los Angeles         | Mark Ruiz                | Saison 7 épisode 6                   |
| 2015        | American Horror Story      | Richard Ramirez          | Saison 5 épisode 4                   |
| 2015-       | Quantico                   | Agent Julio "JJ" Jimenez | Saison 1, épisode 1                  |
| 2016        | Scream                     | shérif Michael Acosta    | rôle récurrent, saison 2             |
| 2017        | Blue Bloods                | Det Tommy Jordan         | Saison 7, épisode 22                 |
| 2018        | The Haunting of Hill House | Kevin Harris             | 8 épisodes                           |